# Rubicon (videogioco)
Rubicon è un videogioco sviluppato per sistemi Amiga, Commodore 64 e Atari ST, di tipo sparatutto a scorrimento laterale. Fu pubblicato nel 1991-1992 da 21st Century Entertainment. La musica su Commodore 64 fu curata dai Maniacs of Noise.

## Trama
Nel 2011 un incidente nucleare su Koala Island ha causato terrificanti mutazioni negli esseri viventi, generando creature mostruose. Viene inviato un supersoldato pesantemente armato a risolvere la situazione. Dovrà attraversare diversi ambienti a piedi e le acque marine nuotando sott'acqua.
Nell'ultimo livello i nemici sono ispirati dal film Alien.

## Modalità di gioco
Il giocatore dispone di tre vite e molte armi per superare i sette livelli del videogioco. Nel livello sei l'azione di gioco si sposta sott'acqua. Nella barra in alto viene visualizzato, oltre che vite ed energia rimasta, scritte scorrevoli del tipo "ottimo colpo" oppure "ben fatto" e molte altre. 